# Bonaventura Herga
Bonaventura (Ignacij) Herga, slovenski duhovnik, * 29. junij 1907, Desternik, † 12. februar 1944, Mamolj, Polšnik.

## Življenje
Po ljudski šoli, ko jo je končal leta 1919 je obiskoval gimnazijo v cistercijanskem samostanu v Stični, izpite pa je delal na prvi državni gimnaziji v Ljubljani. Oktobra 1925 je bil kot brat Bonaventura sprejet med bele menihe. Večne zaobljube je sprejel 28. oktobra 1928. Študiral je na cistercijanski teološki šoli, deloma v Marienstattu v Nemčiji in deloma v Ljubljani. Avgusta 1930 je v Ljubljani prejel red subdiakonata, nato je bil posvečen v diakona. 24. avgusta 1930 ga je škof Gregorij Rožman posvetil v duhovnika. Po tem, ko je leta 1936 naredil vozniški izpit, je bil samostanski voznik, obenem pa pomočnik v dušnem pastirstvu. Januarja 1938 je bil nameščen kot drugi kaplan na Krki. Nekaj časa je preživel tudi v Mogili na Poljskem, kjer je pomagal tamkajšnjemu cistercijanskemu samostanu. V času druge svetovne vojne so nemci izseljevali ljudi, 7. maja so iz Šmartnega pri Litiji odpeljali tudi dekana in kaplana. Pater Bonaventura je pomagal reševati ljudi iz okolice: čakal je v zasedeni Litiji in jih v skupinah prepeljal čez mejno črto na Debečem. Konec septembra ali v začetku oktobra so ga v Litiji prijeli, obsojen je bil na šest mesecev zapora. V tem času je opravljal več prisilnih del, med drugim je bil tudi pomočnik v kuhinji, urejal je knjižnico, nato se je zaposlil kot materialni knjigovodja v kmetijski zadrugi Šmartno. Partizani so ga, tako kot nekatere druge ljudi poklicali v izpraznjeno vas Podmil. V Skobetovi hiši so ga prijeli in nato zasliševali, priče trdijo, da so ga mučili. Skupaj z njim je bil še en ujetnik, oba so 12. februarja ubil na krut način. Zagrebli so ju pod bližnjo kolibo, ki so jo naknadno zažgali. V tistem času sta se med tamkajšnjimi partizani zadrževala tudi Zdenko Roter in Mitja Ribičič. Po približno treh letih so trupli odkopali in jih skrivoma prepeljali ter pokopali na pokopališču n Libergi, pokopal ju je nemški duhovnik Alojzij breier. 